# Alegria da Zona Norte
Grêmio Recreativo Escola de Samba Alegria da Zona Norte é uma escola de samba da zona norte de Niterói. Participa do Carnaval oficial da cidade, sendo uma das escolas do Grupo Especial. Localizada na comunidade do Bernardino, no bairro do Fonseca, teve sua ascensão muito rápida.

## História
A escola foi fundada em 05/12/2008, estreando no carnaval de 2011, com enredo "Pimenta pode ser da mais ardida, no tempero da Zona Norte, é só alegria". Naquele ano desfilou como bloco de embalo, mas com um enredo, adquiriu o direito de desfilar entre os blocos de enredo, ficando em 2º Lugar no carnaval de 2012.
Em 2013, obteve o terceiro lugar, obtendo o direito de subir para o Grupo de Acesso das escola de samba, no ano seguinte desfilando com o enredo "De boca em boca, de pai pra filho, a Alegria na cultura popular", foi a campeã, obtendo a ascensão ao Grupo Especial. No Carnaval de 2015 terminou a sétima colocação entre oito escolas, permanecendo no mesmo grupo para 2016.
Em 2018, conquista seu primeiro título no Grupo Principal do Carnaval Niteroiense, onde desfilou com o enredo África, sua herança cultural, num grito de liberdade, do carnavalesco Luiz Spínola. A intérprete Lena Alves, até então do Combinado do Amor, juntou-se a Bebeto Porto a intérprete oficial da escola
Em 2019 sagra-se bicampeã com o enredo Oyá Matamba - O império de Njinga Rainha, cantado na voz de Bebeto Porto. Após o oitavo lugar em 2020, consegue dois vice-campeonatos consecutivos em 2022 e 2023.

## Segmentos

### Presidentes
| Nome           | Mandato         | Ref.  |
| -------------- | --------------- | ----- |
| Chaynne Santos | 2009-2011       | [ 7 ] |
| Bira Alegria   | 2012-2014       |       |
| Chaynne Santos | 2015-2018       | [ 5 ] |
| Bira Alegria   | 2018-atualmente |       |

### Intérpretes
| Carnavais | Intérprete oficial        | Ref.  |
| --------- | ------------------------- | ----- |
| 2011-2017 | Bebeto Porto              |       |
| 2018      | Bebeto Porto e Lena Alves | [ 5 ] |
| 2019      | Bebeto Porto              |       |
| 2020      | Alexandre Sinmpatia       |       |
| 2022      | Bebeto Porto              |       |

### Diretores
| Ano  | Direção de Carnaval | Direção de Harmonia               | Mestre de Bateria |
| ---- | ------------------- | --------------------------------- | ----------------- |
| 2018 | Márcio Fumaça       | Fabiano Marins e Alexandra Marins | Manobo e Dagô     |
| 2019 |                     |                                   | Mestre Manobo     |
| 2020 | Alexandre Maximus   | Marcio Fumaça                     | Max               |

### Mestre-sala e Porta-bandeira
| Ano  | Nome                           |
| ---- | ------------------------------ |
| 2018 | Paulo Menezes e Monica Menezes |
| 2019 |                                |
| 2020 |                                |

## Carnavais
| Ano                                                                          | Colocação                                                                    | Divisão                                                                      | Enredo | Carnavalesco                                                                              | Ref                  |
| ---------------------------------------------------------------------------- | ---------------------------------------------------------------------------- | ---------------------------------------------------------------------------- | --- | ----------------------------------------------------------------------------------------- | -------------------- |
| 2011                                                                         | Avaliação Aprovada                                                           | Bloco de Embalo                                                              | Pimenta pode ser da mais ardida, no tempero da Zona Norte, é só alegria | Adnã Bastos                                                                               |                      |
| 2012                                                                         | 2º lugar                                                                     | Especial de Enredo                                                           | A Alegria viaja no mundo da fantasia | Adnã Bastos e Junior Bombom                                                               | [ 8 ]                |
| 2013                                                                         | 3º lugar                                                                     | Especial de Enredo                                                           | A chama sagrada da vida incendeia a Alegria | Junior Bombom e Dynho Fernandys                                                           | [ 9 ]                |
| 2014                                                                         | Campeã                                                                       | Acesso (segunda divisão)                                                     | Folclore Brasil: De Boca em Boca, de pai pra filho, a alegria da cultura popular | Júnior Bombom e Dynho Fernandys                                                           | [ 1 ] [ 2 ]          |
| 2015                                                                         | 7º lugar                                                                     | Especial (primeira divisão)                                                  | Baila Comigo: O swing do Brasil, na “Alegria” de dançar! | Dynho Fernandys, Laryssa Bastos, Aurelio Neto, Dido, Antonio Sergio, Renatinho da Alegria | [ 10 ] [ 3 ] [ 4 ]   |
| 2016                                                                         | 4º lugar                                                                     | Especial (primeira divisão)                                                  | A alegria do carnaval no talento do artista. O majestoso Alexandre Louzada!! Compositores: João Perigo, Igão Barulho, Douglinhas Campos, João Vidal, Cachorrão, Jander, Vitinho, Luis Rogério, Juninho Cavaco | Luiz Spínola                                                                              | [ 11 ] [ 7 ]         |
| 2017                                                                         | 6º lugar                                                                     | Especial (primeira divisão)                                                  | Dá Licença! A Nação Alegrense vai Brincar! Compositores:Róbson Ramos, Vinicius Xavier, Felipe e Sérgio Jitu                                                                                                   | Luiz Spínola                                                                              | [ 12 ]               |
| 2018                                                                         | Campeã                                                                       | Grupo A (primeira divisão)                                                   | África, sua herança cultural, num grito de liberdade Compositores: Gegê Fernandes, Niu Souza, Willian Neves, Talles do Atum, Renatinho da Bernardino e Igor da Bernardino                                     | Luiz Spínola                                                                              | [ 13 ] [ 6 ]         |
| 2019                                                                         | Campeã                                                                       | Grupo A (primeira divisão)                                                   | Oyá Matamba - O império de Njinga Rainha | Felipe Rangel e Davi Gbanna                                                               | [ 14 ] [ 15 ] [ 16 ] |
| 2020                                                                         | 8º lugar                                                                     | Grupo A (primeira divisão)                                                   | Aparecida – aos teus pés me curvarei, oh! Rainha do Brasil |                                                                                           | [ 17 ] [ 18 ] [ 19 ] |
| Os desfiles do Carnaval 2021 foram cancelados devido a pandemia de Covid-19. | Os desfiles do Carnaval 2021 foram cancelados devido a pandemia de Covid-19. | Os desfiles do Carnaval 2021 foram cancelados devido a pandemia de Covid-19. | Os desfiles do Carnaval 2021 foram cancelados devido a pandemia de Covid-19. | Os desfiles do Carnaval 2021 foram cancelados devido a pandemia de Covid-19.              | [ 20 ]               |
| 2022                                                                         | Vice-campeã                                                                  | Grupo A (primeira divisão)                                                   | Alegremente somos os olhos da noite! | Luiz Spínola                                                                              |                      |
| 2023                                                                         | Vice-campeã                                                                  | Grupo A (primeira divisão)                                                   | De Pindorama a Brasil | Luiz Spínola                                                                              |                      |
| 2024                                                                         | 3º lugar                                                                     | Grupo A (primeira divisão)                                                   | Sou o sopro da força espiritual. A fala que faz. Sou Afoxé! | Luiz Spínola                                                                              |                      |
| 2025                                                                         |                                                                              | Grupo A (primeira divisão)                                                   | No espelho da Alegria reflete um artista! Muito prazer, eu sou Autista! | Luiz Spínola                                                                              |                      |

## Prêmios
Carnaval 2016
Troféu RADAR NITERÓI - Melhor Samba Enredo
Troféu U.E.S.B.C.N. - Melhor Evolução
Melhor Samba Enredo - Enquete Popular
Carnaval 2015
Os Melhores do Carnaval - 2015 - Categoria Personalidade: Antonio Paulo C. Eugênio